# Alfabeto rúnico
Los alfabetos rúnicos son un grupo de alfabetos cuyas letras, llamadas runas, se emplearon para escribir las lenguas germánicas principalmente en Escandinavia y las islas británicas, aunque también se usaron en Europa central y oriental, durante la Antigüedad tardía y la Edad Media, antes y también durante la cristianización de la región. Existen otros tipos de alfabetos muy similares al rúnico como el antiguo alfabeto turco, el alfabeto húngaro antiguo o las escrituras paleohispánicas.
Las variantes escandinavas del alfabeto se conocen también como futhark o fuþark (pronunciación AFI: ['fuθark]), término que deriva de las seis primeras runas:         que se transliteran como F, U, Þ, A, R y K. La variante anglosajona se conoce como futhorc, debido a los cambios producidos en la pronunciación de estas mismas seis letras en el inglés antiguo. 
Las inscripciones rúnicas más antiguas encontradas datan de alrededor del año 150, y a grandes rasgos, el alfabeto fue reemplazándose por el latino con la cristianización, alrededor del año 700 en la Europa central y al finalizar la época vikinga, alrededor de 1100, en Escandinavia. Sin embargo, el empleo de runas persistió en Escandinavia hasta entrado el siglo XX, especialmente en la Suecia rural, empleándose especialmente en la decoración con runas y en los calendarios rúnicos. 
Los tres alfabetos rúnicos más conocidos son:
- El futhark antiguo (c. 150-800)
- El futhorc anglosajón (400-1100)
- El futhark joven o futhark escandinavo (800-1100)

A su vez existen varias versiones del futhark joven:

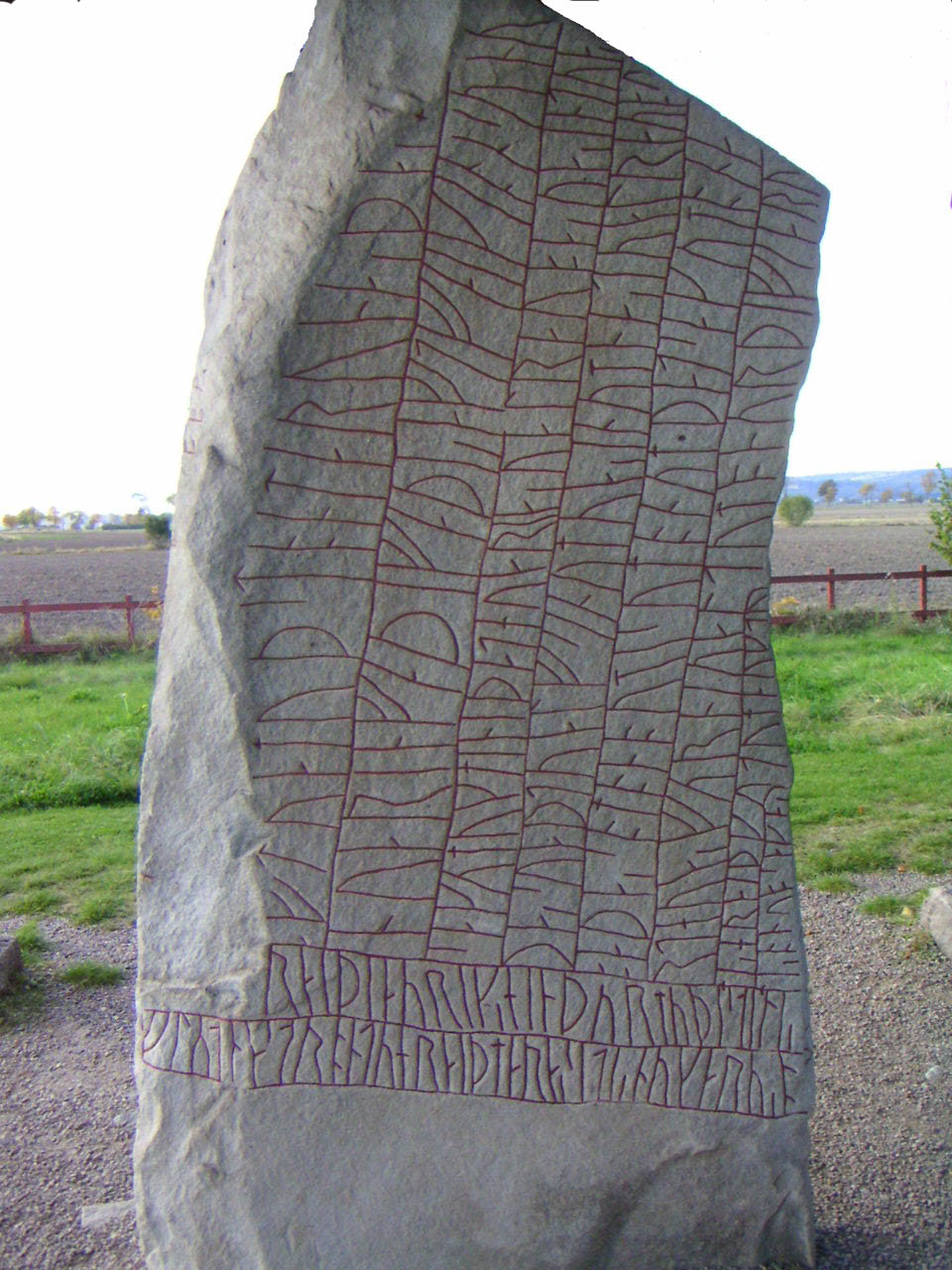
La piedra de Rök, estela rúnica medieval.

- Las runas de rama larga también llamadas danesas
- Las runas de rama corta o runas de Rök, también llamadas sueco-noruegas
- Las runas de Helsingia (sin poste o eje vertical)
- Las runas islandesas

Con el paso del tiempo, el futhark joven derivó en: 
- Las runas marcomanas
- Las runas medievales (1100-1500)
- Las runas dalecarlianas (c. 1500-c. 1800)

Los orígenes de la escritura rúnica son inciertos. Muchos de los caracteres del futhark antiguo se asemejan considerablemente a caracteres del alfabeto latino. Otros candidatos para ser sus ancestros son los alfabetos del norte de Italia que datan de los siglos V a I a. C. — lepóntico, rético y venético — todos ellos muy cercanos y descendientes del alfabeto etrusco. La comparación de las grafías muestra similitudes en muchos aspectos. Actualmente el futhark es una lengua muerta

## Contexto

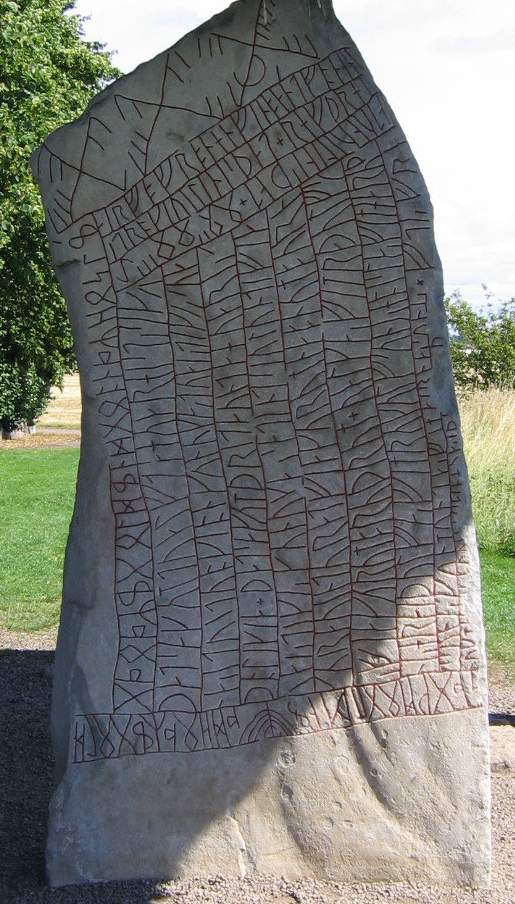
Inscripción realizada empleando tanto runas cifradas, el Futhark antiguo y el futhark joven, en la Piedra de Rök (Suecia).

El nombre que se da a los signos de estos alfabetos es runa, a diferencia de letra del latino y griego, como aparece registrado ya en un bastón tallado alamán del siglo VI y también, posiblemente como runo, en la piedra de Einang (siglo IV). Este nombre procede de la raíz run- (runa en gótico), que significa "secreto" o "susurro" (en contraste con el finés, que tomó el cognado runo con el significado de "poema").
Las runas empezaron a ser usadas por los pueblos germánicos en el siglo I o II. La inscripción rúnica más antigua data de alrededor de 160 y se encuentra en un peine hallado en la ciénaga de Vimose, Funen, en ella se lee harja (peine). Otro candidato disputado a ser la más antigua es la inscripción del siglo I de la fíbula de Meldorf. Este periodo se corresponde con las últimas etapas lingüísticas del idioma protogermánico o germánico común, que evolucionaba hacia los dialectos de sus tres vertientes en las siguientes centurias, todavía no claramente separados: las lenguas germánicas septentrionales, lenguas germánicas occidentales y lenguas germánicas orientales. 
No hay distinción entre vocales largas y cortas en las inscripciones rúnicas conservadas, aunque tal diferencia estaba presente fonológicamente en las lenguas habladas de la época. De la misma manera, no hay signos de consonantes labiovelares en el futhark antiguo (signos que fueron introducidos tanto en el futhorc anglosajón y el alfabeto gótico como variantes de la letra p (Véase peorð).

### Mitológicos
En la antigua creencia escandinava, las runas eran de origen divino (nórdico antiguo: reginkunnr), obra de los dioses, un regalo de Odín hacia los hombres. Esto se atestigua ya alrededor del s. VII d. C. en la inscripción de la piedra de Noleby, en Suecia (Runo fahi raginakundo toj[e'k]a..., que significa "Preparo la adecuada runa divina...") y en la piedra de Sparlösa del siglo IX (Ok rað runaR þaR rægi[n]kundu, que significa «interpretar las runas de divino origen»). Más notablemente, en Hávamál, verso 80, se describe también a las runas como reginkunnr:

80. Þat er þá reynt, 
 er þú að rúnum spyrr 
 inum reginkunnum, 
 þeim er gerðu ginnregin 
 ok fáði fimbulþulr, 
 þá hefir hann bazt, ef hann þegir.
80.  Está comprobado: 
 si runas consultas,
 aquellas de origen divino,
 las que altos poderes hicieron
 y el tulr ("sacerdote" Odín) supremo tiñó,
 mucho se gana callando.

La Edda poética Rúnatal explica que su creador fue el dios Odín, y los versos 138 y 139 describen cómo Odín recibió las runas a través de su propio sacrificio. El texto es como sigue: 

Nórdico antiguo

Veit ec at ec hecc vindga meiði a
netr allar nío, 
geiri vndaþr     oc gefinn Oðni, 
sialfr sialfom mer, 
a þeim meiþi,    er mangi veit,    hvers hann af rótom renn. 
 
Við hleifi mic seldo    ne viþ hornigi, 
nysta ec niþr, 
nam ec vp rvnar, 
opandi nam, 
fell ec aptr þaðan.
Castellano

Sé que colgué en un árbol mecido por el viento 
nueve largas noches 
herido con una lanza y entregado a Odín, 
yo mismo ofrecido a mí mismo, 
en aquel árbol del cual nadie conoce el origen de sus raíces.  
 
No me dieron pan ni de beber del cuerno, 
miré hacia lo hondo, 
Tomé las runas 
las tomé entre gritos, 
luego me desplomé a la tierra.

Existen dos relatos sobre cómo las runas se dieron a conocer a los mortales. El Rígsþula cuenta como Ríg, identificado como Heimdall en la introducción, tuvo tres hijos de mujeres: Thrall (esclavo), Karl (hombre libre) y Jarl (noble). Estos hijos se convirtieron en los ancestros de las tres clases de hombres que indican sus nombres. Cuando Jarl alcanzó la edad de comenzar a manejar armas y mostrar otros signos de nobleza, Rig volvió y, habiendo reconocido a Jarl como su hijo, le enseñó las runas. En 1555, el exiliado arzobispo sueco Olaus Magnus registró una tradición sobre un hombre llamado Kettil Runske que había robado tres bastones rúnicos de Odín y aprendido así las runas y su magia.

### Históricos

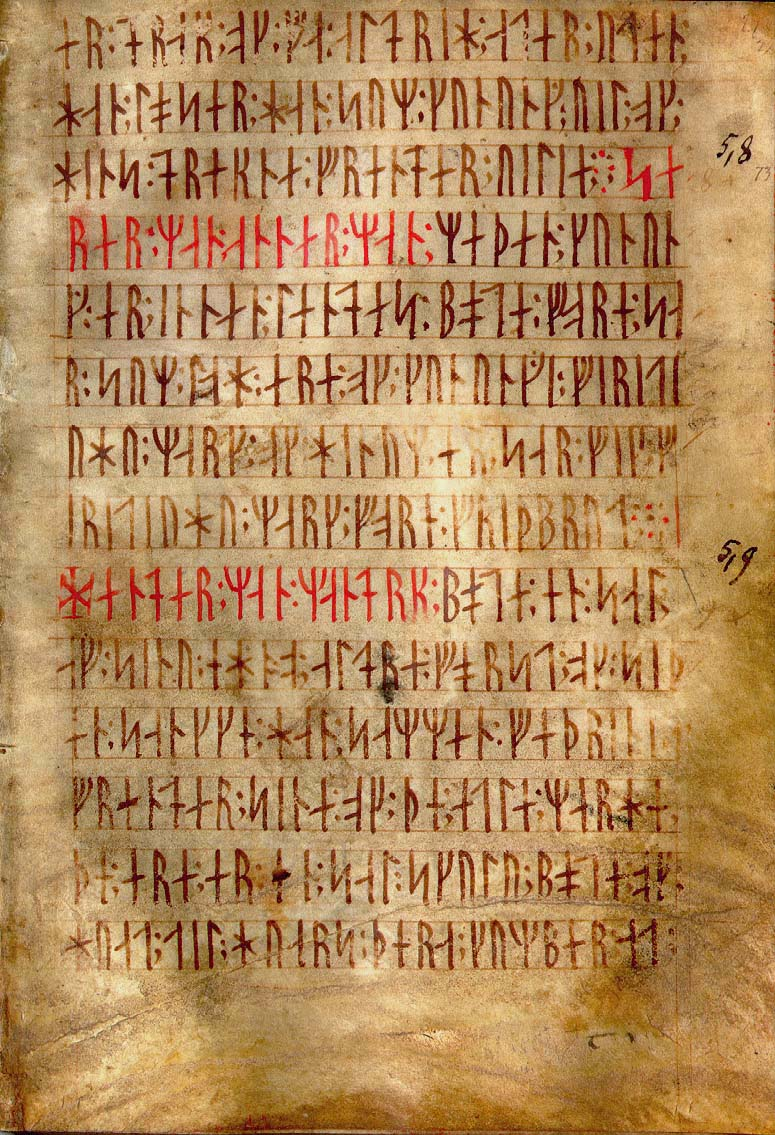
Codex Runicus, un pergamino de c. 1300 que contiene uno de los textos más antiguos y mejor conservados de Leyes provinciales de Scania, escritas enteramente en runas.

Las runas se desarrollaron de forma tardía, siglos después de los alfabetos mediterráneos de los cuales descienden, sus similitudes con los alfabetos de origen fenicio (latino, griego, etrusco) no pueden atribuirse a la mera casualidad. Uno de los antiguos alfabetos itálicos, el alfabeto rético de Bolzano, suele citarse frecuentemente como candidato a ser el origen de las runas, con solo cinco runas del futhark antiguo ( e,  ï,  j,  ŋ,  p) que no tienen su correspondencia en el alfabeto de Bolzano. Esta hipótesis suele ser denegada por académicos escandinavos, que frecuentemente favorecen el origen latino de la mayoría de las letras rúnicas.
La tesis del origen itálico antiguo o etrusco del norte se apoya en la inscripción del casco de Negau que data del siglo II.
Las formas angulares de las runas son compartidas con la mayoría de los alfabetos contemporáneos de la época empleados en grabados sobre piedra o madera. Una peculiaridad del alfabeto rúnico, en comparación con la familia del itálico antiguo, es la ausencia de trazados horizontales. Las runas se escribían normalmente en los bordes de pequeñas piezas de madera. Los surcos primarios grabados recorrían la pieza de forma vertical, en dirección contraria a la de la veta de la madera: las curvas son difíciles de trazar, y las líneas horizontales se pierden entre las vetas naturales de la madera. Esta característica es también compartida con otros alfabetos, como las primeras formas del alfabeto latino empleadas en la inscripción Duenos.
La hipótesis del origen germano occidental especula con que el alfabeto rúnico fuera introducido por tribus germánicas del oeste. Esta hipótesis se apoya en que las inscripciones más antiguas (c. 200 d. C.), encontradas en ciénagas y tumbas en la zona de Jutlandia (las inscripciones de Vimose), muestran terminaciones de palabra que, siendo interpretadas por filólogos escandinavos como protonórdico, no han sido aún resueltas y son objeto de disputas entre lingüistas. Inscripciones como wagnija, niþijo y harija representan supuestamente los nombres de tribus. Como hipótesis se han propuesto los nombres de los Vangiones, los Nidensis y los Harii, tribus situadas en la zona de Renania. Dado que los nombres terminados en -io son una adaptación de la morfología germánica de la terminación latina -ius, y el sufijo -inius se convierte en germánico -inio-, la problemática terminación en -ijo en la declinación masculina del protonórdico podría resolverse asumiendo la influencia romana en la zona de Renania, mientras que el extraño final en -a de laguþewa (cf. Syrett 1994:44f.) puede resolverse aceptando que el nombre pueda ser germano-occidental.
Sin embargo, debe notarse que en el periodo temprano de la escritura rúnica se asume que las diferencias entre las lenguas germánicas son mínimas. Otra teoría asume una unidad germánico septentrional occidental que precede la emergencia del protonórdico, propiamente hasta el siglo V. Una sugerencia alternativa que explica la imposibilidad de clasificar las primeras inscripciones tanto de septentrionales como de occidentales es la propuesta por È. A. Makaev, quien asume un "koiné rúnico especial", un germánico literario temprano empleado por toda la comunidad germano-común tras la separación del gótico (siglos II a V), mientras los dialectos hablados se habrían hecho cada vez más diversos.
El génesis del Futhark antiguo se completó para principios del siglo V, con la piedra de Kylver convirtiéndose en la primera evidencia del orden del futhark, así como de la runa peorth.

## Variedades de alfabetos

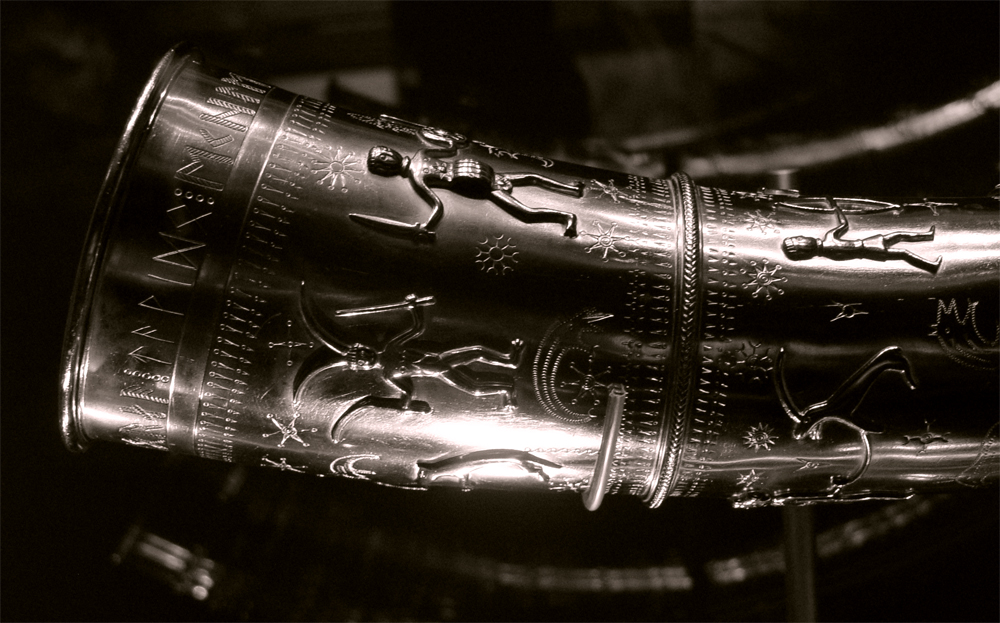
Detalle de la inscripción en futhark antiguo del en uno de los cuernos de oro de Gallehus.

### Futhark antiguo
El alfabeto futhark antiguo, usado para escribir en proto-nórdico, consta de 24 runas que se solían agrupar en tres grupos de ocho, cada uno de los cuales se denominaba ætt. La primera lista secuenciada conocida del grupo completo de 24 runas está datada alrededor del año 400 y se encontró en la piedra de Kylver en Gotland (Suecia).
Cada runa tenía un nombre, elegido para representar el sonido de sí misma, pero los nombres no han quedado registrados de forma directa para el futhark antiguo. Sin embargo, se han reconstruido lingüísticamente estos nombres en proto-nórdico a partir de los nombres de las runas de alfabetos posteriores, que sí han quedado registrados, por ejemplo en los poemas rúnicos, y los nombres de las letras del alfabeto gótico que suelen haber sido nombradas de forma similar que las runas equivalentes.
Las 24 runas del futhark antiguo son:
| Runa            |         |        |          |        |       |          |        |        |        |        |         |        |
| Nombre          | Fehu    | Uruz   | Thurisaz | Ansuz  | Raido | Kaunan   | Gebo   | Wunjo  | Haglaz | Naudiz | Isaz    | Jeran  |
| Transliteración | f       | u      | þ        | a      | r     | k        | g      | w      | h      | n      | i       | j      |
| Sonido AFI      | /f/     | /u(ː)/ | /θ/, /ð/ | /a(ː)/ | /r/   | /k/      | /g/    | /w/    | /h/    | /n/    | /i(ː)/  | /j, y/ |
| Unicode         | /ᚠ/     | /ᚢ/    | /ᚦ/      | /ᚨ/    | /ᚱ/   | /ᚲ/      | /ᚷ/    | /ᚹ/    | /ᚺ/    | /ᚾ/    | /ᛁ/     | /ᛃ/    |
| Runa            |         |        |          |        |       |          |        |        |        |        |         |        |
| Nombre          | Ihaz    | Pertho | Algiz    | Sowilo | Tiwaz | Berkanan | Ehwaz  | Mannaz | Laguz  | Ingwaz | Othalan | Dagaz  |
| Transliteración | ï (o æ) | p      | z        | s      | t     | b        | e      | m      | l      | ŋ      | o       | d      |
| Sonido AFI      | /æː/(?) | /p/    | /z/      | /s/    | /t/   | /b/      | /e(ː)/ | /m/    | /l/    | /ŋ/    | /o(œ)/  | /d/    |
| Unicode         | /ᛇ/     | /ᛈ/    | /ᛉ/      | /ᛊ/    | /ᛏ/   | /ᛒ/      | /ᛖ/    | /ᛗ/    | /ᛚ/    | /ᛜ/    | /ᛟ/     | /ᛞ/    |

### Futhorc anglosajón
El alfabeto frisón y anglosajón es una versión extendida del futhark, que constaba de 29 runas, y más tarde incluso 33 caracteres. Se usó probablemente a partir del siglo V. Hay dos teorías sobre el origen del fuþorc anglosajón. Una de ellas propone que se desarrolló en Frisia y más tarde se expandió por Inglaterra. La otra mantiene que las runas fueron introducidas por los escandinavos en Inglaterra donde fueron modificándose hasta formar el fuþorc y posteriormente se exportarían a Frisia. Los escasos registros arqueológicos no pueden confirmar ninguna de las dos teorías, ya que han aparecido aproximadamente el mismo número de inscripciones en ambas regiones y de antigüedades similares. Inscripciones en futhorc se encuentran, por ejemplo, en el cuchillo del Támesis, en el Código anglosajón de Viena, el poema rúnico anglosajón del Otho B.x de la biblioteca Cotton y en la cruz de Ruthwell.
En el poema rúnico anglosajón aparecen los siguientes caracteres y nombres:
| Runa            |       |        |          |        |     |      |      |              |              |      |        |        |        |        |      |
| Nombre          | Feoh  | Ur     | Thorn    | Os     | Rad | Cen  | Gyfu | Wynn         | Haegl        | Nyth | Is     | Ger    | Eoh    | Peordh | Eolh |
| Transliteración | f     | u      | þ        | o      | r   | k    | g    | w            | h            | n    | i      | j      | eo     | p      | z    |
| Sonido AFI      | /f/   | /u(ː)/ | /θ/, /ð/ | /o(ː)/ | /r/ | /k/  | /g/  | /w/          | /h/          | /n/  | /i(ː)/ | /j/    | /eːo/  | /p/    | /z/  |
| Unicode         | /ᚠ/   | /ᚢ/    | /ᚦ/      | /ᚩ/    | /ᚱ/ | /ᚳ/  | /ᚷ/  | /ᚹ/          | /ᚺ/          | /ᚾ/  | /ᛁ/    | /ᛃ/    | /ᛇ/    | /ᛈ/    | /ᛉ/  |
| Runa            |       |        |          |        |     |      |      |              |              |      |        |        |        |        |      |
| Nombre          | Sigel | Tir    | Beorc    | Eh     | Man | Lagu | Ing  | Ethel        | Ethel        | Daeg | Ac     | Aesc   | Yr     | Ior    | Ear  |
| Transliteración | s     | t      | b        | e      | m   | l    | ŋ    | œ            | œ            | d    | a      | æ      | y      | io     | ea   |
| Sonido AFI      | /s/   | /t/    | /b/      | /e(ː)/ | /m/ | /l/  | /ŋ/  | /eː/, /ø(ː)/ | /eː/, /ø(ː)/ | /d/  | /a(ː)/ | /æ(ː)/ | /y(ː)/ | /jo/   | /ea/ |
| Unicode         | /ᛋ/   | /ᛏ/    | /ᛒ/      | /ᛖ/    | /ᛗ/ | /ᛚ/  | /ᛜ/  | /ᛟ/          | /ᛟ/          | /ᛞ/  | /ᚪ/    | /ᚫ/    | /ᚣ/    | /ᛡ/    | /ᛠ/  |

La versión extendida del alfabeto de 33 runas (contando las dos versiones de calc como una sola runa), que solo aparece en los manuscritos, contiene además las siguientes:
| Runa            |         |                   |          |      |
| Nombre          | Cweorth | Calc y Calc doble | Gar      | Stan |
| Transliteración | kw      | k / kk            | g        | st   |
| Sonido AFI      | /kw/    | /k/, /kk/         | /g/, /ɣ/ | /st/ |
| Unicode         | /ᛢ/     | /ᛣ/               | /ᛤ/      | /ᛥ/  |

Thorn y wynn (ƿ) permanecieron, introduciéndose en el alfabeto latino para representar los sonidos [θ] y [w], respectivamente. Y Gyfu evolucionó a la letra yogh (ȝ), introduciéndose transitoriamente en el alfabeto latino del inglés medio para representar el sonido [g].

### Futhark joven
El fuþark joven, también llamado fuþark escandinavo, es una versión más moderna y reducida del futhark antiguo, que consta de solo 16 runas, agrupadas en tres ætts. Esta reducción de signos paradójicamente es paralela al aumento fonético que se produjo al evolucionar el proto-nórdico hacia el nórdico antiguo. Se localiza en Escandinavia y los asentamientos en el exterior de la época vikinga y empezó a usarse en el siglo IX.
Las runas según aparecen en los poemas rúnicos noruego e islandés son:
| Runa            |         |                           |          |             |      |         |        |       |        |        |     |         |         |      |      |          |
| Nombre          | Fe      | Úr                        | Þurs     | Óss         | Ræið | Kaun    | Hagall | Nauðr | Ís     | Ár     | Sól | Týr     | Bjarkan | Maðr | Lögr | Ýr       |
| Transliteración | f,v     | u,o                       | þ,ð      | ą, o        | r    | k,g     | h      | n     | i      | a      | s   | t,d     | p,b     | m    | l    | ʀ        |
| Sonido AFI      | /f/,/v/ | /u(ː)/ /y(ː)/ /ɔ(ː)/, /w/ | /θ/, /ð/ | /ɑ̃/, /o(ː)/ | /r/  | /k/,/g/ | /h/    | /n/   | /i(ː)/ | /a(ː)/ | /s/ | /t/,/d/ | /p/,/b/ | /m/  | /l/  | /ɹ/, /r/ |
| Unicode         | ᚠ       | ᚢ                         | ᚦ        | ᚬ           | ᚱ    | ᚴ       | ᚼ      | ᚾ     | ᛁ      | ᛅ      | ᛋ   | ᛏ       | ᛒ       | ᛘ    | ᛚ    | ᛦ        |

Comparación de las runas de rama larga (arriba) y rama corta (abajo).

Existen dos versiones principales del alfabeto: las runas de rama larga, o danesas, y las de rama corta , o sueco-noruegas, aunque ambos se usaron tanto en Dinamarca como en Suecia y Noruega. La diferencia entre las dos versiones ha sido objeto de controversia. La opinión general es que la diferencia era funcional, las runas de rama larga se usaban para los textos solemnes sobre piedra, mientras que las de rama corta se usarían en la escritura cotidiana o en mensajes oficiales sobre madera.

#### Runas de Helsingia

Runas Hälsinge o runas sin poste.

Las runas de Helsingia, o runas sin poste, deben su nombre a la región de Hälsingland en Suecia, donde fueron encontradas por primera vez, aunque inscripciones del mismo tipo se han hallado posteriormente en otras partes de Suecia. Se usaron entre los siglos X y XII. 
Fundamentalmente son una simplificación de las runas sueco-noruegas en la que se han eliminado lo más posible los trazos verticales, a lo que debe la denominación de "sin poste", y además parte de los trazos horizontales y transversales se sustituyen por puntos. De esta variante solo han aparecido en las inscripciones 15 runas, falta el correspondiente a la ã, para tener 16 caracteres como las demás versiones del furthark joven. Pero como todas estas runas tienen una simétrica, se ha postulado que la que falta sea la simétrica especular de la n. Estas runas no tienen asignados signos Unicode (al menos hasta Unicode 4.0).

#### Runas islandesas

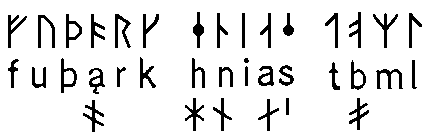
Runas islandesas.
Se muestran en la fila inferior las runas que fueron modificadas para poder compararlas.

Las runas islandesas son otra simplificación de futhark joven, en la que se acortan algunos trazos transversales o se sustituyen por puntos. Este alfabeto se usó en Islandia entre los siglos XI y XIV. En esta versión solo hay 15 runas, porque la última runa, yr, desapareció al convertirse en superflua debido a que el sonido que representaba, /ɻ/, se había convertido en una erre verdadera en el dialecto islandés del nórdico antiguo de la época.

### Runas marcómanas

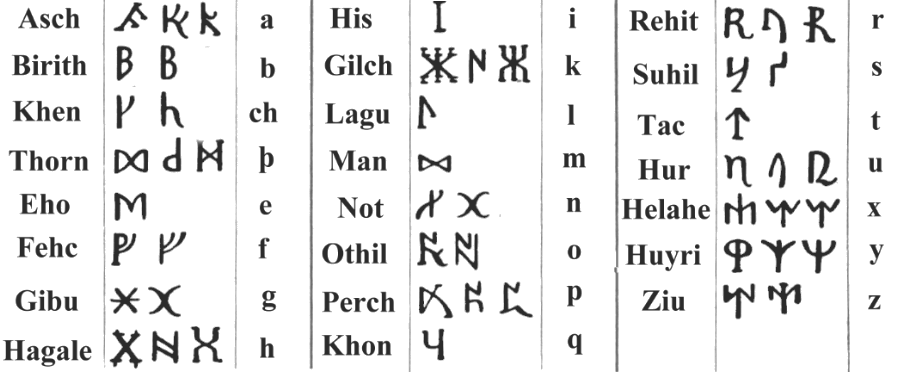
Runas marcómanas.

El tratado titulado De Inventione Litterarum atribuido a Hrabanus Maurus asigna el origen de estas runas a los marcomanos: «Marcomanni, quos nos Nordmannos vocamus», aunque no haya una relación real con ellos, y desde entonces se conocen con este nombre. Wilhelm Grimm trató sobre el origen de estas runas en 1821.
El alfabeto de runas marcómanas consiste en una curiosa mezcla de runas del futhark antiguo y del futhorc anglosajón en un intento de los eruditos carolingios de representar todas las letras del alfabeto latino con equivalentes rúnicos. Se usaron en los manuscritos de los siglos VIII y IX principalmente del sur del imperio carolingio germanoparlante.

### Runas medievales

Ejemplo de runas medievales.

El futhark joven se había difundido en la Edad Media por toda Escandinavia, pero su reducido número de runas no disponía de símbolos escritos para cada fonema del nórdico antiguo. Para paliar esta deficiencia se introdujeron variantes puntuadas de los caracteres que representaban consonantes sordas para representar a sus equivalentes sonoras, y viceversa, y se añadieron varias runas para cubrir todos los sonidos vocálicos. No se siguió un patrón único y las inscripciones rúnicas escandinavas de la Edad Media muestran variantes de los tipos de runas, y a menudo las equivalentes a las letras s, c y z se usan de forma intercambiable.
Las runas medievales estuvieron en uso hasta el siglo XV. La mayoría de las inscripciones rúnicas escandinavas conservadas datan del medievo, aunque hay también algunas inscripciones en latín, lo que indica que las runas fueron de uso corriente en la Edad Media y convivieron con el alfabeto latino durante varios siglos.
En el contexto de la Edad del Hierro tardorromana en Escandinavia, se destacan alrededor de cincuenta inscripciones rúnicas y más de cien inscripciones e impresiones latinas. Este periodo histórico abarca el final del dominio romano y el inicio de la Edad Media, con el foco principal en países como Suecia, Noruega, Dinamarca y Finlandia.
La diversidad del material encontrado es evidentemente notable, especialmente en las inscripciones latinas combinadas con las rúnicas, que muestran una variabilidad significativa en comparación con períodos anteriores. Un destacado de hallazgo incluye espadas romanas con marcas de fabricantes que constituyen una presencia importante en la región escandinava durante este periodo.
En conjunto, la riqueza y diversidad de las inscripciones en la Edad del Hierro tardorromana y medieval en Escandinavia tendrá un énfasis especial en las características distintivas de las armas romanas marcadas por fabricantes, monedas y otros artefactos.

### Runas dalecarlianas

Runas dalecarlianas.

El aislamiento de la provincia sueca de Dalecarlia hizo que se desarrollara allí un tipo rúnico propio, mezcla de runas y letras latinas. Las runas dalecarlianas empezaron a usarse al principio del siglo XVI y se conservaron en algunos usos hasta el siglo XX. Existe debate si su uso fue parte de una tradición ininterrumpida o si la gente del siglo XIX y XX las reintrodujeron aprendiendo las runas de tratados sobre el tema. Se usaron principalmente para la transcripción del idioma local, el elfdaliano. 

## Era moderna

### Uso mágico

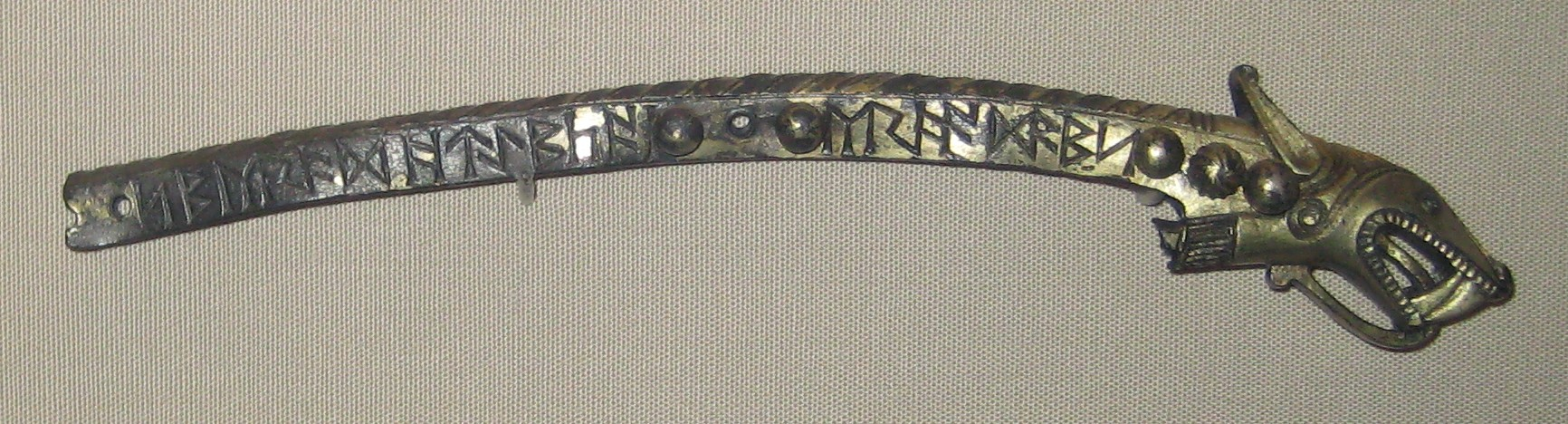
Arma zoomorfa del, hallada en el Támesis, grabada con una invocación en caracteres rúnicos.

Es muy probable que las inscripciones rúnicas más tempranas, como las halladas en artefactos con el nombre del artesano o del propietario, se emplearan con propósitos mágicos además de como simple alfabeto. También se ha sugerido un uso adivinatorio de las runas en época vikinga, aunque no existen pruebas científicas directas que apoyen esta afirmación.
Recientemente, ciertos grupos esotéricos y neopaganos han desarrollado reinterpretaciones modernas del uso mágico y ritual de las runas.

### Simbología nazi
Los nazis, bajo la influencia del romanticismo y del nacionalismo völkisch, se sintieron tan fascinados por ellas que incorporaron algunas a su simbología política y militar.

### Runas deBluetooth
El logo de Bluetooth es la combinación de dos runas del futhark joven, hagall y berkana, equivalentes a las letras «H» y «B», que son las iniciales del nombre de Harald Blåtand (bluetooth en inglés), que fue un rey de Dinamarca en la era vikinga.

### Pichação
Las runas han influido en la pichação, un estilo de grafiti de la ciudad de São Paulo, (Brasil) influenciado por los logotipos de las bandas de rock anglosajonas de los 80 como Manowar, que solían utilizar tipografía semejante a la de las runas.

## Unicode
Los alfabetos rúnicos se agregaron al estándar Unicode en septiembre de 1999 con el lanzamiento de la versión 3.0.
El bloque Unicode para alfabetos rúnicos es U+16A0 – U+16FF. Está destinado a codificar las letras del Futhark antiguo, las runas anglo-frisias y las variantes Futhark joven de rama larga y rama corta (pero no las sin palo), en los casos en que las letras afines tienen la misma forma se ha recurrido a la "unificación".
El bloque de Unicode 3.0 contenía 81 símbolos: 75 letras rúnicas (U+16A0 – U+16EA), 3 signos de puntuación (Puntuación única rúnica U+16EB ᛫, Puntuación múltiple rúnica U+16EC ᛬ y Puntuación cruzada rúnica U+16ED ᛭ ) y tres símbolos rúnicos que se utilizan en los pentagramas del calendario rúnico moderno temprano ("Runas numéricas de oro", símbolo de Arlaug rúnico U+16EE ᛮ, símbolo de Tvimadur rúnico U+16EF ᛯ, símbolo de Belgthor rúnico U + 16F0 ᛰ). A partir de Unicode 7.0 (2014), se agregaron ocho caracteres, tres atribuidos al modo de escritura del inglés moderno de J. R. R. Tolkien en runas anglosajonas, y cinco para los símbolos vocales "criptográficos" utilizados en una inscripción en el Cofre de Auzon.
| Runic Official Unicode Consortium code chart (PDF)                            |   |   |   |   |   |   |   |   |   |   |   |   |   |   |   |   |
|                                                                               | 0 | 1 | 2 | 3 | 4 | 5 | 6 | 7 | 8 | 9 | A | B | C | D | E | F |
| U+16Ax                                                                        | ᚠ | ᚡ | ᚢ | ᚣ | ᚤ | ᚥ | ᚦ | ᚧ | ᚨ | ᚩ | ᚪ | ᚫ | ᚬ | ᚭ | ᚮ | ᚯ |
| U+16Bx                                                                        | ᚰ | ᚱ | ᚲ | ᚳ | ᚴ | ᚵ | ᚶ | ᚷ | ᚸ | ᚹ | ᚺ | ᚻ | ᚼ | ᚽ | ᚾ | ᚿ |
| U+16Cx                                                                        | ᛀ | ᛁ | ᛂ | ᛃ | ᛄ | ᛅ | ᛆ | ᛇ | ᛈ | ᛉ | ᛊ | ᛋ | ᛌ | ᛍ | ᛎ | ᛏ |
| U+16Dx                                                                        | ᛐ | ᛑ | ᛒ | ᛓ | ᛔ | ᛕ | ᛖ | ᛗ | ᛘ | ᛙ | ᛚ | ᛛ | ᛜ | ᛝ | ᛞ | ᛟ |
| U+16Ex                                                                        | ᛠ | ᛡ | ᛢ | ᛣ | ᛤ | ᛥ | ᛦ | ᛧ | ᛨ | ᛩ | ᛪ | ᛫ | ᛬ | ᛭ | ᛮ | ᛯ |
| U+16Fx                                                                        | ᛰ | ᛱ | ᛲ | ᛳ | ᛴ | ᛵ | ᛶ | ᛷ | ᛸ |   |   |   |   |   |   |   |
| Notas 1. Desde la versión Unicode 13.0 2. Las áreas grises no están asignadas |   |   |   |   |   |   |   |   |   |   |   |   |   |   |   |   |